# خیربخش مری
خیر بخش مری (بلوچی: نواب خیر بخش مری) متولد ۱۹۲۸ در کویته پاکستان، رئیس قبیله مری بزرگ‌ترین قبیله بلوچ از شاخه گزنی بود. او بعد از مرگ عمویش که به‌خاطر کم‌سنی خیربخش برای مدتی سردار قبیله بود، وارث مقام پدر، مهرالله خان و صاحب عنوان نواب که انگلیسیان به سرداران و حکام تابع خود در شبه قاره هند اعطا می‌کردند، شد. معمولاً این عنوان از پدر به فرزند جانشین او می‌رسد و دیگر فرزندان پسرش نواب‌زاده خطاب می‌شوند.
آنچه خیربخش مری را از بسیاری نواب‌ها و سرداران بلوچستان متمایز می‌کرد در این بود که او رئیس بزرگ‌ترین قبیله بلوچ بود که خود را به عنوان یک مبارز ملی‌گرا به‌حساب می‌آورد.
خیر بخش مری در اوایل سال‌های ۱۹۷۰ میلادی رئیس حزب عوامی ملی در ایالت بلوچستان بود و برای مدت کوتاهی این حزب، حکومت ایالتی بلوچستان را که یکی از ایالات چهارگانه در سیستم فدرال پاکستان بود بین آوریل ۱۹۷۲ تا فوریه ۱۹۷۳ به‌عهده گرفت. این حکومت تحت فشار شاه ایران که از وجود یک دولت خودمختار و ناسیونالیست بلوچ در همسایگی ایران به‌شدت نگران بود به وسیلهٔ ذوالفقار علی بوتو منحل شد. این وضعیت به‌سرعت بخشی از بلوچ‌ها به ویژه مری‌ها را که در آن‌ها خیربخش مری نقش مهمی داشت، به‌سوی جنگ مسلحانه با حکومت پاکستان برد. هرچند خیربخش مری با دو عضو دیگر اتحاد مثلثی که شامل غوث بخش بیزنجو که فرماندار کل ایالتی و عطاء الله مینگل که سر وزیر ایالتی بود به زندان افتادند ولی جنگ چریکی که عمدتاً از نیروهای قبایل مری و مینگل تشکیل می‌شد برای مدت ۴ سال ادامه یافت.
براساس زندگی‌نامه او، وی پس از کودتای ژنرال ایوب خان در پاکستان در سال ۱۹۵۸ برای اولین بار در سن سی سالگی به زندان افتاد؛ و پس از سپری کردن محکومیت خود از زندان آزاد شد، او برای دومین بار در دهه ۱۹۶۰ نیز به زندان افتاد. در سال ۱۹۷۳ به دستور ذوالفقار بوتو رئیس‌جمهور وقت پاکستان به زندان افتاد که تا کودتای ۱۹۷۷ ژنرال ضیاء الحق علیه بوتو در زندان بود.
نواب خیر بخش مری سرانجام شامگاه سه شنبه ۱۰-۶-۲۰۱۴ در سن ۸۶ سالگی در بیمارستان ملی لیاقت شهر کراچی به علت خونریزی مغزی در گذشت.